# Walentina Ljachowez
Walentina Ljachowez (* 15. Januar 1990) ist eine belarussische Gewichtheberin.

## Karriere
Ljachowez war 2007 Jugend-Vize-Europameisterin. Im selben Jahr wurde sie allerdings wegen eines Dopingverstoßes bis 2009 gesperrt. Nach ihrer Sperre gewann sie bei den U23-Europameisterschaften Bronze. Bei den Weltmeisterschaften 2009 erreichte sie in der Klasse bis 53 kg den elften Platz. 2010 gewann sie bei den Europameisterschaften im Zweikampf und im Stoßen die Bronze- und im Reißen die Silbermedaille.